# Otto IV. von Sonnenberg

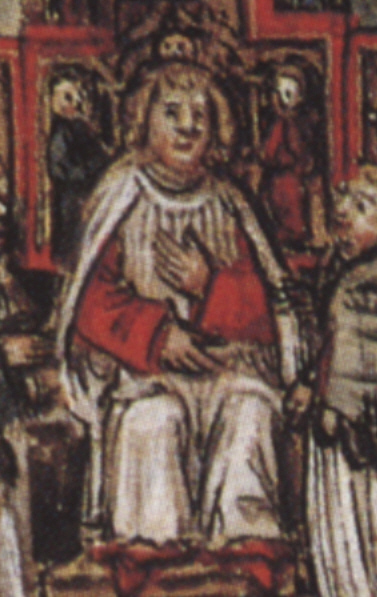
Otto von Sonnenberg, aus Diebold Schillings Schweizer Bilderchronik, 1513

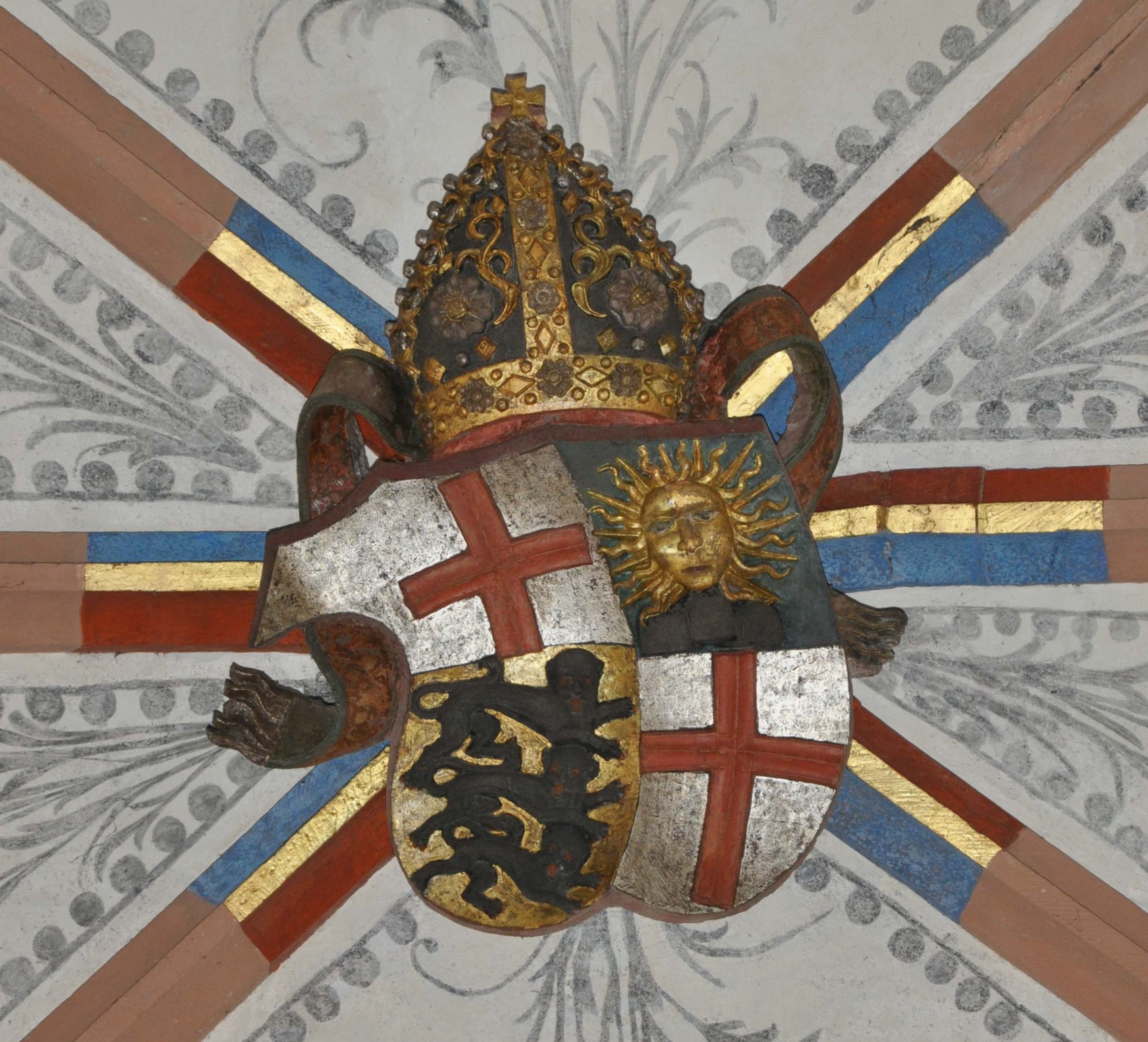
Wappen des Bischofs Otto von Sonnenberg (Bergkirche Hallau)

Otto, Truchsess von Waldburg, Graf von Sonnenberg (* vor 1452; † 21. März 1491 in Konstanz) war von 1474 (1481) bis 1491 als Otto IV. Bischof von Konstanz.

## Familie
Otto von Sonnenberg entstammte dem welfisch-staufischen Ministerialengeschlecht der Truchsessen von  Waldburg. Sitz der Familie war die Waldburg.
Er war der Sohn aus der Ehe von Eberhard I., zu Scheer (1438), zu Friedberg (1452), Herr der Grafschaft Sonnenberg (1455), Vogt zu Feldkirch (1450), der am 22. September 1479 verstarb, und seiner am 21. Dezember 1432 vermählte Frau Kunigunde von Montfort-Tettnang († nach 1463), der Tochter von Wilhelm IV. Graf von Montfort-Tettnang und Kunigunde Gräfin von Werdenberg-Heiligenberg-Bludenz.

## Leben
Otto von Sonnenberg  wurde 1466 Chorherr in Lindau. 1472 stand er im Dienst des Grafen Eberhard V. von Württemberg-Urach. Im Jahre 1474 war er Domherr in Konstanz.

## Konstanzer Bistumsstreit
Wegen des schlechten Gesundheitszustands des Konstanzer Bischofs Hermann III. von Breitenlandenberg (1466–1474) ernannte Papst Sixtus IV. (1471–1484) Anfang September 1474 zunächst Ludwig von Freiberg zum Koadjutor des Bischofs Hermann. Ludwig von Freiberg sollte im Falle des Todes Hermanns im Bischofsamt folgen. Hermann starb kurz darauf am 18. September 1474 und das Konstanzer Domkapitel, das von der Wahl des Papstes keine Kenntnis hatte, wählte am 30. September 1474 mehrheitlich Otto von Sonnenberg zum Nachfolger des verstorbenen Konstanzer Bischofs Hermann. Daraus ergab sich der Konstanzer Bistumsstreit zwischen dem päpstlichen Kandidaten und dem Kandidaten des Konstanzer Domkapitels, zudem unterstützt durch Kaiser Friedrich III. Der Bistumsstreit ruinierte zudem die schwachen Finanzen des Hochstifts.

## Bischofsamt
Am 10. November 1480 wurde er durch Papst Sixtus IV. bestätigt.
Am 31. März 1481 wurde Otto zum Bischof von Konstanz geweiht.
Bischof Otto von Sonnenberg schaffte durch seine restriktives Vorgehen neue Statuten für das Konstanzer Bistum durchzusetzen. Diese wurden als Vorbild sogar im Bistum Chur verwendet.
1487 schloss Bischof Otto einen Vertrag zwischen dem Hochstift Konstanz und der Grafschaft Heiligenberg-Werdenberg über die hohe, forstliche und niedere Gerichtsbarkeit von Markdorf. Danach sollte das Gebiet um die Stadt Markdorf herum, sowie auch die Vororte, das Dorf, die Auen, Möggenweiler, Bergheim und einzelne Höfe am Gehrenberg der bischöflichen und städtischen Gerichtsbarkeit unterstellt und der Grafen von Heiligenberg-Werdenberg entzogen werden.

## Wappen
Zum Bistumswappen gehört das Wappen des Hauses Waldburg-Sonnenberg. Einige Mitglieder des Hauses Waldburg waren Dienstleute der Staufischen Kaiser, daher in Gold die drei schreitenden, schwarzen Stauferlöwen; im Wappen Sonneberg in Blau eine goldene Sonne über einem silbernen Dreiberg.
Die Grabaufschrift im Konstanzer Münster zeigt neben dem Sonnergischen und Montfortschen Wappen folgende lateinische Inschrift: „Hoc In carcophago condu[n]t ossa Otto[n]is antistes qui quonda[m] Co[n]sta[n]cie[n]sis fuit ex Sun[n]e[n]berg nat[us]. Traxeru[n]t sua fila Sorores.“.
In diesem Sarkophag ruhen die Gebeine von Otto gebürtig aus Sonnenberg, der einst Bischof von Konstanz war. Die Schwestern (die Parzen) haben sein Schicksal bestimmt (die Fäden gezogen).

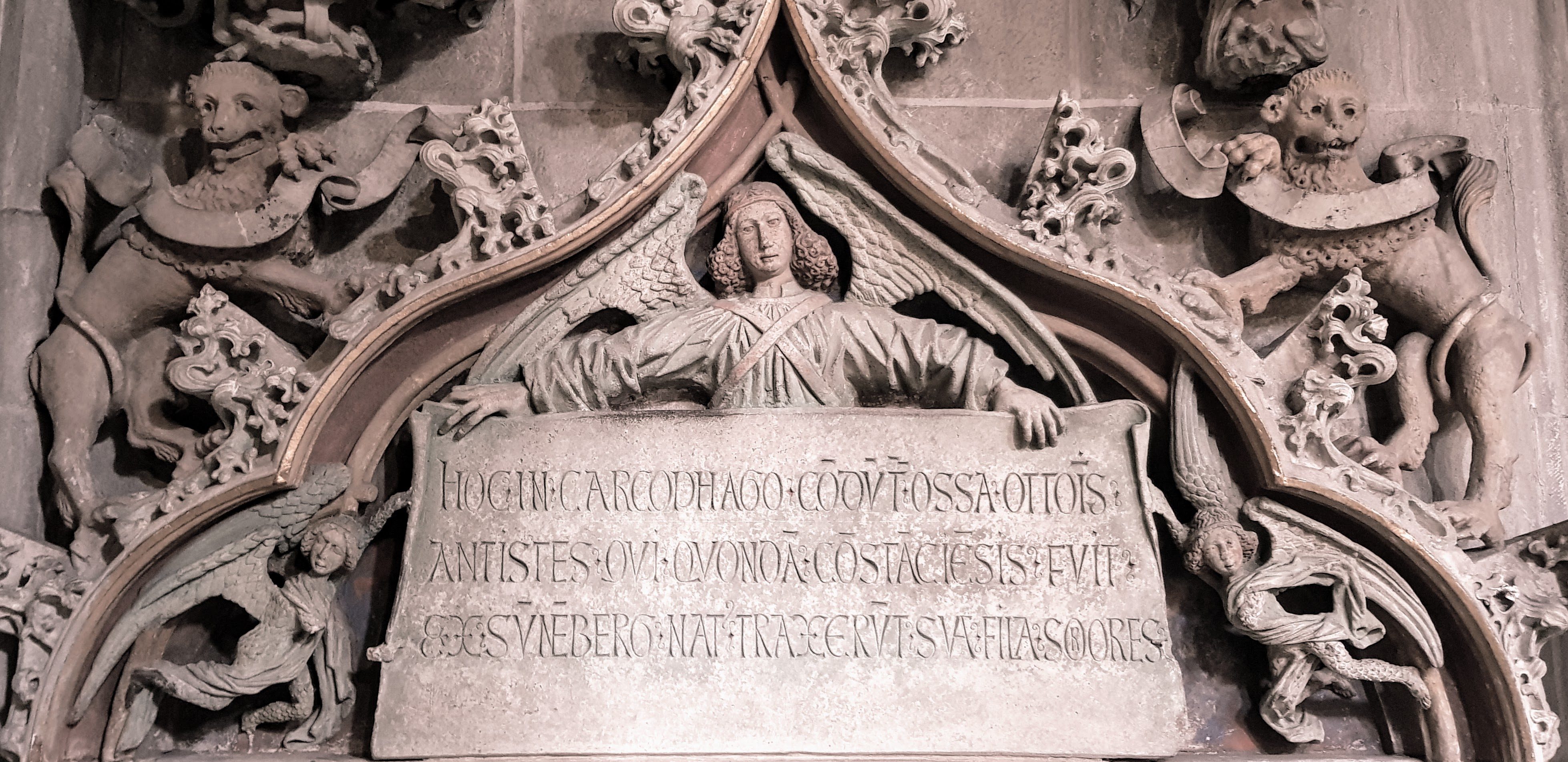
Otto IV. von Sonnenberg Grabplatte